# Тула (подгруппа языков)
Тула (англ. tula) — подгруппа языков, входящая в состав группы ваджа ветви ваджа-джен подсемьи адамава адамава-убангийской семьи. Область распространения — восточные районы Нигерии (штаты Гомбе, Адамава, Борно и Тараба). Включает языки бангвинджи, тула и ваджа. Общая численность говорящих — около 96 000 человек.
В рамках группы ваджа подгруппа тула противопоставляется подгруппам языков авак, чам-мона и подгруппе дадийя, представленной одним языком.
На языках подгруппы тула с недавнего времени развивается письменность на основе латиницы.

## Общие сведения
Область распространения языков тула размещается в районах восточной Нигерии на границе ареалов адамава-убангийских и чадских языков. Ареалы языков тула и ваджа граничат друг с другом — ареал тула размещён к западу от ареала ваджа. Ареал бангвинджи не граничит с остальными, он находится к юго-западу от ареалов тула и ваджа, отделённый от них ареалами языков дадийя и тангале.
Общая численность говорящих на языках тула по оценкам разных лет составляет около 96 000 человек, наиболее распространённым по числу носителей является язык ваджа. На языке бангвинджи говорят около 6000 человек (1992, 2008), на языке тула — около 30 000 человек (1998), на языке ваджа — около 50 000—60 000 человек (1989, 1992).
Согласно данным сайта Ethnologue, по степени сохранности язык бангвинджи относится к так называемым развивающимся языкам, а языки тула и ваджа — к устойчивым.

## Классификация
Подгруппа тула выделяется в классификации, представленной в справочнике языков мира Ethnologue. Вместе с подгруппами авак и чам-мона, а также с языком дадийя подгруппа тула входит в состав группы ваджа ветви ваджа-джен подсемьи адамава адамава-убангийской семьи.
В классификации Р. Бленча языки подгруппы тула вместе с языками подгруппы авак и языком  дадийя образуют объединение языков, противопоставленное языкам дикака (диджим-бвилим) и цо (цобо) в рамках подгруппы вийяа, которая включена в группу ваджа подсемьи адамава адамава-убангийской семьи.
Согласно классификации У. Кляйневиллингхёфера, приведённой в базе данных по языкам мира Glottolog, языки бангвинджи и тула относятся к языковому объединению ядерные тула, которое входит в группу языков тула. Данная группа вместе с языком ваджа образуют ветвь языков тула-ваджа, последовательно включаемую в следующие языковые объединения: языки ваджа-джен, языки центральные гур и языки гур. Последние вместе с адамава-убангийскими языками и языками гбайя-манза-нгбака образуют объединение северных вольта-конголезских языков.